# Pyridin
 Ikke at forveksle med Pyrimidin.
Pyridin er en basisk heterocyklisk organisk forbindelse med molekylformlen C5H5N. Strukturmæssigt minder pyridin om benzen med en methingruppe (=CH-) erstattet af et nitrogenatom. Pyridinringen indgår i mange vigtige forbindelse inklusive aziner og vitaminerne niacin og pyridoxal.
Pyridin blev opdaget i 1849 af den skotske kemiker Thomas Anderson som en af bestanddelene i Dippels olie. To år senere lykkedes det Anderson at isolere ren pyridin ved fraktionel destillering af olien. Det er en farveløs, meget brændbar, svagt alkalisk, vandopløselig væske med en karakteristisk ubehagelig fiskeagtig lugt.
Pyridin bruges i fremstillingen af agrokemikalier og lægemidler og er også et vigtigt opløsningsmiddel og reagens. Ethanol tilsættes pyridin for at gøre det uegnet til at drikke. Det bruges i in vitro-syntese af DNA i syntesen af sulfapyridin (et sulfapræparat til behandling af bakteriel infektion), antihistamin, tripelenamin, mepyramin, baktericider og herbicider.
Visse kemiske stoffer er derivater af pyridin. Disse inkluderer B-vitaminerne niacin og pyridoxal, nikotin og andre nitrogenholdige planteprodukter. Historisk blev pyridin produceret fra stenkulstjære og som et biprodukt af gasificering af kul. Et stigende behov for pyridin resulterede dog i udviklingen af mere økonomiske metoder til syntese af acetaldehyd og ammoniak. Der produceres årligt mere end 20.000 ton pyridin.